# Chacaya trinervis
Chacaya trinervis är en brakvedsväxtart som först beskrevs av John Gillies och William Jackson Hooker, och fick sitt nu gällande namn av Escalante. Chacaya trinervis ingår i släktet Chacaya och familjen brakvedsväxter. Inga underarter finns listade i Catalogue of Life.